# ГЕС-ГАЕС Райссек-Кройцек
ГЕС-ГАЕС Райссек-Кройцек (нім. Kraftwerksgruppe Reißeck-Kreuzeck) — гідроелектростанція в Австрії, у федеральній землі Каринтія, розташована у нижній частині долини річки Мелль (нім. Möll), неподалік від впадіння останньої в Драву.
Подача ресурсу до машинного залу станції відбувається через три дериваційні системи із гірських масивів Високого Тауерну — Райссек (утворює східну сторону долини Мелля) та Кройцек (на захід від долини). Перша система базується на використанні водосховищ, споруджених на основі природних озер масиву Райссек:
- Гросер-Мюльдорферзеє (висота 2319 метрів над рівнем моря), створене на струмку Мюльдорфербах (ліва притока Мелля) за допомогою гравітаційної греблі висотою 46 метрів та довжиною 433 метри[1]. Окрім основної воно має дві невеликі підпірні греблі. У сукупності це дає змогу утримувати 7,8 млн м3 води.
- Клайнер-Мюльдорферзеє (2379 метрів), створене вище по струмку Мюльдорфербах від першого за допомогою гравітаційної греблі висотою 41 метр та довжиною 159 метрів[2], має об'єм у 2,8 млн м3.
- Радльзеє (2399 метрів), створене на струмку Радльбах (права притока Мальти, іншої притоки Драви, долина якої лежить на схід від масиву Райссек та долини Мелля). Тут звели земляну греблю із бетонним облицюванням висотою 16 метрів та довжиною 212 метрів[3], яка утримує 2,5 млн м3 води. До цього сховища має стік озеро Оберер, що лежить вище по долині струмка й бере участь у роботі гідровузла без спорудження греблі.
- Хохальмзеє (2379 метрів), розташоване біля витоків струмка Рікенбах (ліва притока Мелля). Тут звели гравітаційну греблю висотою 24 метри та земляну із бетонним облицюванням висотою 8,75 метра із загальною довжиною у 357 метрів[4], які утримують 4,1 млн м3 води. Неподалік Хохальмзеє лежить озеро Кессельзеє, що належить до сточища того ж струмка й бере участь у роботі гідровузла без спорудження греблі.

Загалом у результаті спорудження гребель об'єм природних озер збільшився із 5,4 до 17,2 млн м3. Від сховища Гросер-Мюльдорферзеє до машинного залу в долині Мелля веде тунель, який забезпечує напір у 1772,5 метра.
Друга дериваційна система так само збирає воду у масиві Райссек, але нижче по схилу від водосховищ групи Мюльдорфербах. Вона здійснює забір у лівих притоках Мелля  — з середньої течії згаданих вище струмків Рікенбах та Мюльдорфербах, а також із потоку Цвенбергбах (нім. Zwenbergbach). Ця система має у своєму складі лише невеликий балансуючий резервуар об'ємом 41 тис. м3, а тому працює в режимі добового циклу. З урахуванням свого розташування, вона забезпечує менший напір аніж перша дериваційна система — лише 678,5 метра. При цьому вона може використовуватись для поповнення водосховищ першої системи завдяки насосній станції Хаттельберг (нім. Hattelberg). Остання має три восьмистадійні насоси потужністю по 6,2 МВт, кожен з яких забезпечує підйом води в об'ємі 0,45 м3/сек на висоту у 1200 метрів.
Третя дериваційна система збирає ресурс на протилежному боці долини Мелля, із гірського масиву Кройцек. В її складі працює водосховище Россвайс (висота 1194 метри над рівнем моря), утворене земляною греблею висотою 16 метрів та довжиною 320 метрів. Воно має об'єм у 200 тис. м3 та постачається двома дериваційними тунелями як зі струмків, що є правими притоками Мелля (наприклад, Тойхльбах), так і з потоків, що стікають напряму у Драву (наприклад, Нігглайбах). Через малий об'єм резервуара ця система також працює в режимі добового циклу, при цьому вона забезпечує найменший напір у 587,5 метра.
Комплекс Райссек-Кройцек спорудили в період між 1947 та 1961 роками. На першому етапі у 1950-му ввели в експлуатацію блок, який живиться за рахунок збору води із середньої течії струмків Райссеку. Він має дві турбіни типу Пелтон загальною потужністю 23,2 МВт, які забезпечують річний обсяг виробництва у 54 млн кВт·год. На другому етапі в 1957-му запустили найпотужнішу частину станції, котра постачається із водосховищ на вершині того ж гірського масиву. Великий напір дозволив встановити тут три турбіни типу Пелтон із загальною потужністю 68 МВт, які, утім, виробляють лише 55 млн кВт·год. Нарешті, у 1959 запустили третю частину, що живиться ресурсами масиву Кройцек. Вона обладнана двома турбінами типу Пелтон, які при сукупній потужності в 45 МВт забезпечують найбільший об'єм виробництва — 155 млн кВт·год на рік.
Під час будівництва для доставки матеріалів через відроги масиву Райссек проклали тунель Шобербоден (нім. Schoberboden) та залізницю, кінцева станція якої знаходиться на висоті 2237 метрів. Наразі ця високогірна споруда використовується також як туристичний об'єкт.